# Rabbi Chila
À ne pas confondre avec Rabbi Shila de Kefar Tamarta
Pour les articles homonymes, voir Chila (homonymie).
Rabbi Chila (ou Shila), également appelé Rav Chila, est un rabbin babylonien, de la génération intermédiaire entre Tannaïm et Amoraïm (IIe siècle).
Il dirige la sidra (« école », « centre communautaire ») de Nehardea, qui deviendra une académie après sa mort. Lorsqu’Abba ben Ayvo arrive en Babylonie, en 219 EC, Rabbi Chila lui propose un poste d’amora (orateur, chargé de développer devant les élèves ce que Rabbi Chila a brièvement formulé) dans son école, qu’Abba occupera pendant un an, avant de fonder, après la mort de Rabbi Chila, sa propre académie à Soura.
À l’exception d’une interprétation de la Mishna, on ne connaît aucun de ses enseignements. Cependant, quelques leçons des élèves de son école (DeBei Rabbi Chila) sont mentionnées dans le Talmud.
Bien que son titre soit celui d’un Tanna, il pourrait avoir été le père de Rabba bar Rav Chila.